# Faber-Castell
Фабер-Кастель (нім. Faber-Castell AG) — один з найбільших і найстаріших у світі виробників ручок, олівців, канцелярського приладдя (степлерів, логарифмічних лінійок, гумок, лінійок) та художніх матеріалів, а також висококласного письмового приладдя та вишуканих виробів зі шкіри. Штаб-квартира розташована в місті Штайн, Німеччина. Компанія управляє 14 фабриками та 20 торговими підрозділами по всій земній кулі. У групі компаній Faber-Castell працює близько 7 000 співробітників, які забезпечують представництво в більш ніж 100 країнах. Фабер-Кастель — це сім'я, яка заснувала та продовжує керувати корпорацією. Вони виробляють близько 2 мільярдів олівців щороку, асортимент кольорових олівців — понад 120 кольорів.

## Офіси
Близько 16 виробничих підприємств (у 10 країнах), які в основному виробляють письмові приладдя.
| Країни     | Назва фабрики | Початок роботи | Продукція |
| ---------- | ------------- | -------------- | --- |
| Коста-Рика | Нілі          | 1996 рік       | Графітні та кольорові олівці |
| Перу       | Ліма          | 1965 рік       | Гумки, письмове приладдя, маркери та кольорові ручки |
| Колумбія   | Богота        | 1976 рік       | Воскові кольорові олівці та художні матеріали |
| Бразилія   | Прата         | 1989 рік       | Розплідники сосен та лісопилки |
| Бразилія   | Манаус        | 1989 рік       | Гумки та присьмове приладдя |
| Бразилія   | Сан-Карлос    | 1950-ті        | Графітні та кольорові олівці, косметичне приладдя, шкільна лінія (олівці, точила, плакати та пальчикові фарби, кольорові олівці, маркери) лінія для креслення та образотворчого мистецтва (перманентні маркери), офісна лінія (маркери, рекламні ручки), блокноти та папір для творчості |
| Індія      | Гоа           | 1998 рік       | Гумки, письмове приладдя та маркери |
| Австрія    | Енгельгарцель | 1963 рік       | Хайлайтери та перманентні маркери |
| Малайзія   | Куала-Лумпур  | 1978 рік       | Дослідження та розробка, офіс продажів в Азії та Тихоокеанському регіоні, шкільна лінія (олівці, гумки та письмове приладдя) |
| Нігерія    | Енугу         | 1961 рік       | Товари для макіяжу |
| Китай      | Гуанчжоу      | 2000 рік       | шкільна лінія (точила, гумки та письмове приладдя) |
| Індонезія  | Бекасі        | 1990 рік       | Графітні та кольорові олівці |
| Німеччина  | Штайн         | 1761 рік       | Дослідження та розробки, глобальний офіс продажів та маркетингу, шкільна лінія (олівці, гумки та письмове приладдя), преміум-лінія (олівці, гумки та письмове приладдя) |

## Компанія
Компанія Faber-Castell була заснована 1761 року в місті Штайн (Баварія) поблизу Нюрнберга Каспаром Фабером (1730–1784) як компанія AW Faber і залишається в сім'ї Фабер протягом восьми поколінь. Компанія розширилася на міжнародному рівні та випустила нові продукти під керівництвом амбітного правнука Каспара Фабера Лотара (1817–1896).
У 1900 році, після весілля внучки Лотара і спадкоємиці з сім'ї Кастель (нім. Castell), AW Faber змінило назву на Faber-Castell і отримало новий логотип, що поєднує в собі девіз Faber від 1761 р. з «лицарськими змаганнями» гербу Кастель. AW Faber — це найстаріший фірмовий олівець, який постійно продається в США, починаючи з 1870 р.
Нині компанія управляє 14 фабриками та 20 підрозділами продажів, причому шість із них знаходяться в Європі, чотири в Азії, три в Північній Америці, п'ять у Південній Америці та по одній в Австралії і Новій Зеландії. У компанії Faber-Castell Group працює близько 7 000 співробітників, які забезпечують продаж у понад 100 країнах.

## Продукти
Починаючи з 1850-х років, Фабер почав використовувати графіт із Сибіру та кедрову деревину з Флориди для виробництва своїх олівців.
Faber-Castell добре відомий своєю маркою ручок PITT Artist. Цими ручками користуються художники коміксів та манґа, такі як Адам Хьюз, випускають індійські чорнила, які не містять кислот, придатні для архівних матеріалів і мають різноманітні кольори.
Лінії продуктів Faber-Castell.
| Категорія                                          | Продукти |
| -------------------------------------------------- | --- |
| Професійне мистецтво та графіка (зелена лінія)     | Графітні та кольорові олівці, пастелі, вугілля, гумки, точила                                                                        |
| Діти та школа Мистецтво та графіка (Червона лінія) | Олівці, акварелі, пензлі, фломастери, кольорові олівці, гумки, точила, тісто для ліплення, олійні пастелі, папір, з'єднувальні ручки |
| Технічне креслення (зелена лінія)                  | Механічні олівці, картриджі |
| Ручки                                              | Перові ручки, кулькові ручки, картриджі                                                                                              |
| Розкішні ручки                                     | Перові ручки, кулькові ручки |
| Папери                                             | Блокноти, щоденники, папір для творчості,календарі                                                                                   |

Приблизно з 1880 по 1975 рік Faber-Castell також був одним із найбільших світових виробників логарифмічних лінійок.

### Галерея

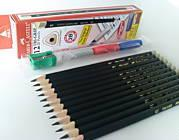
Малайзійські олівці Tri-Grip
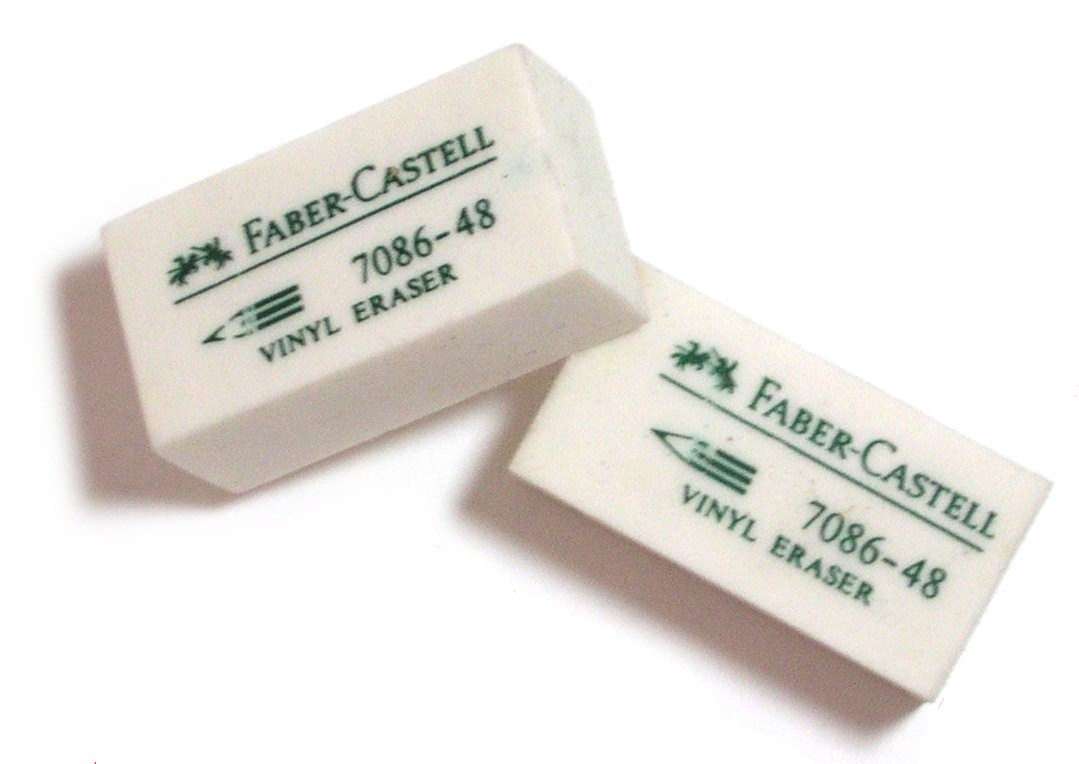
Гумки
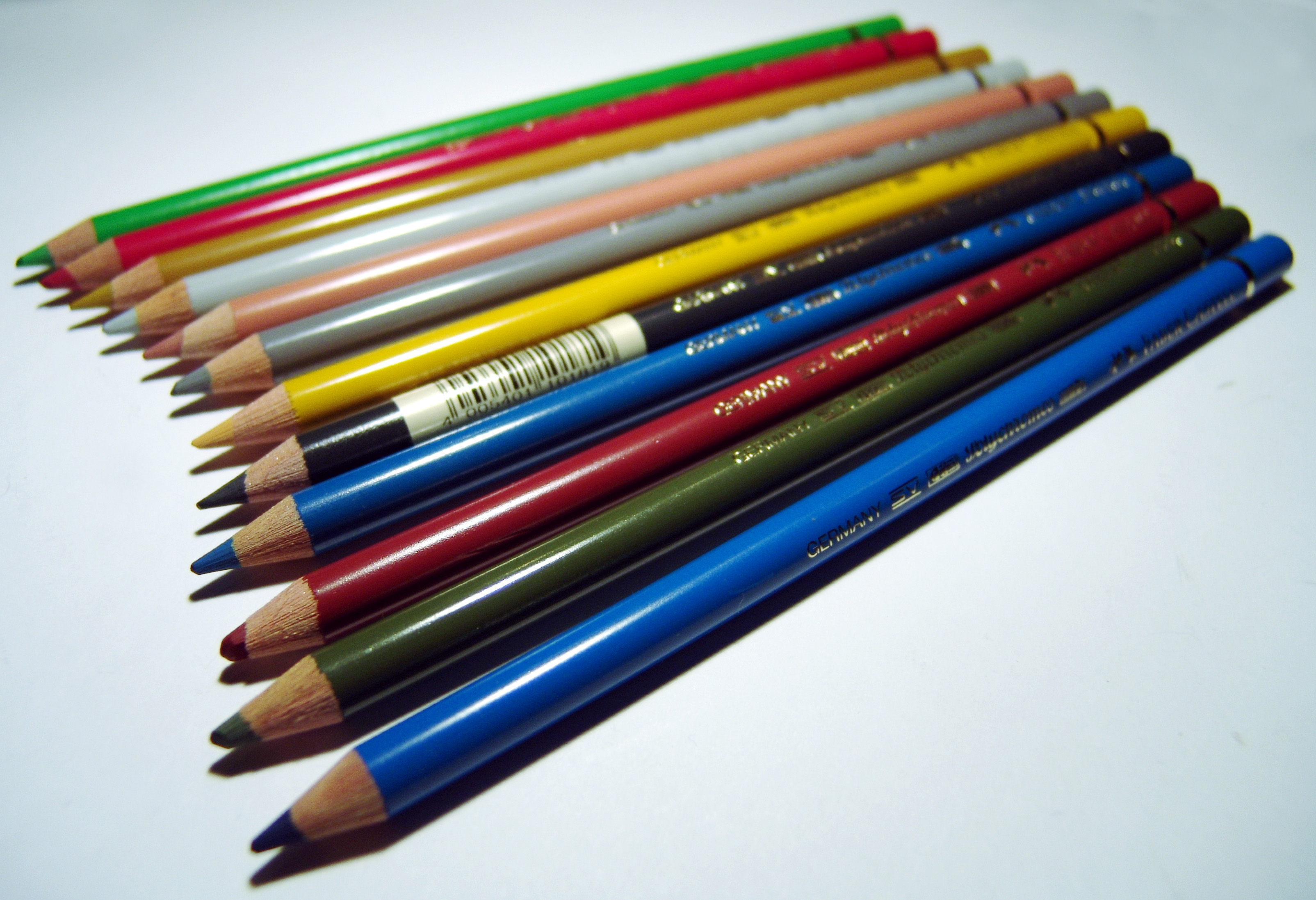
Кольорові олівці для художніх робіт Поліхромос (Polychromos)
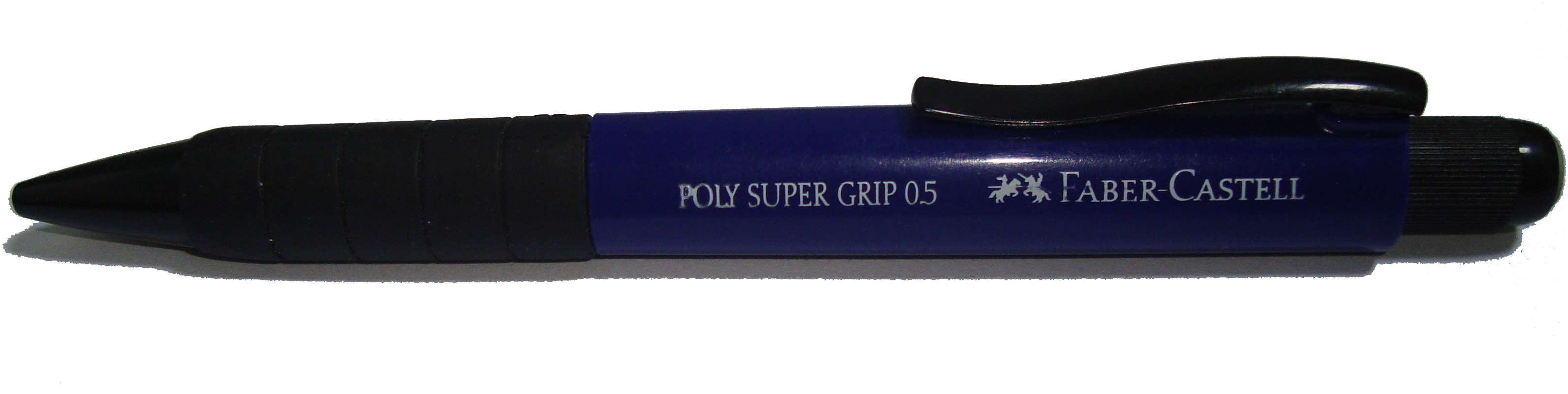
Механічний олівець
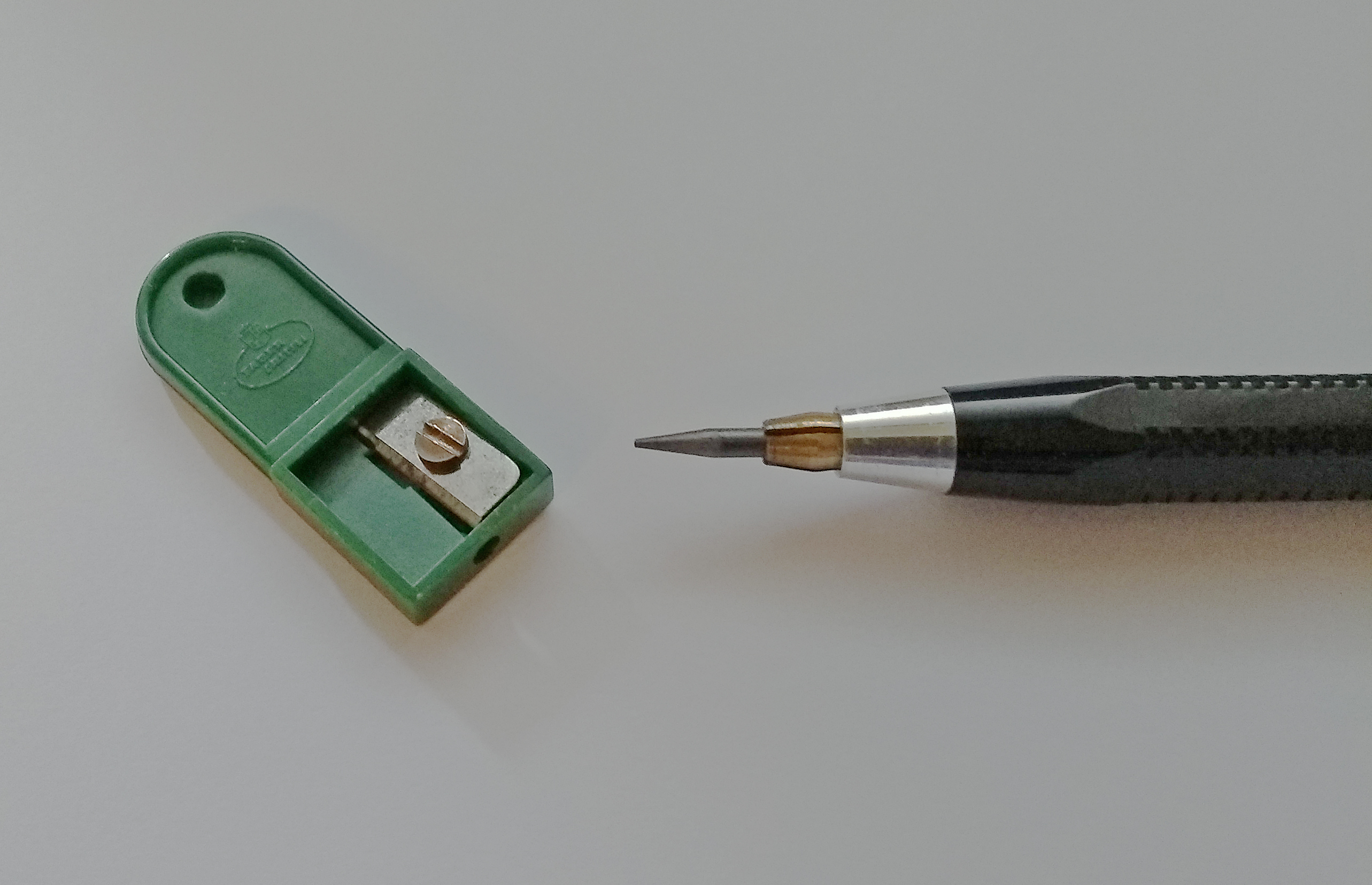
Точило для олівців Фабер-Кастель TK та 2-міліметровий механічний олівець
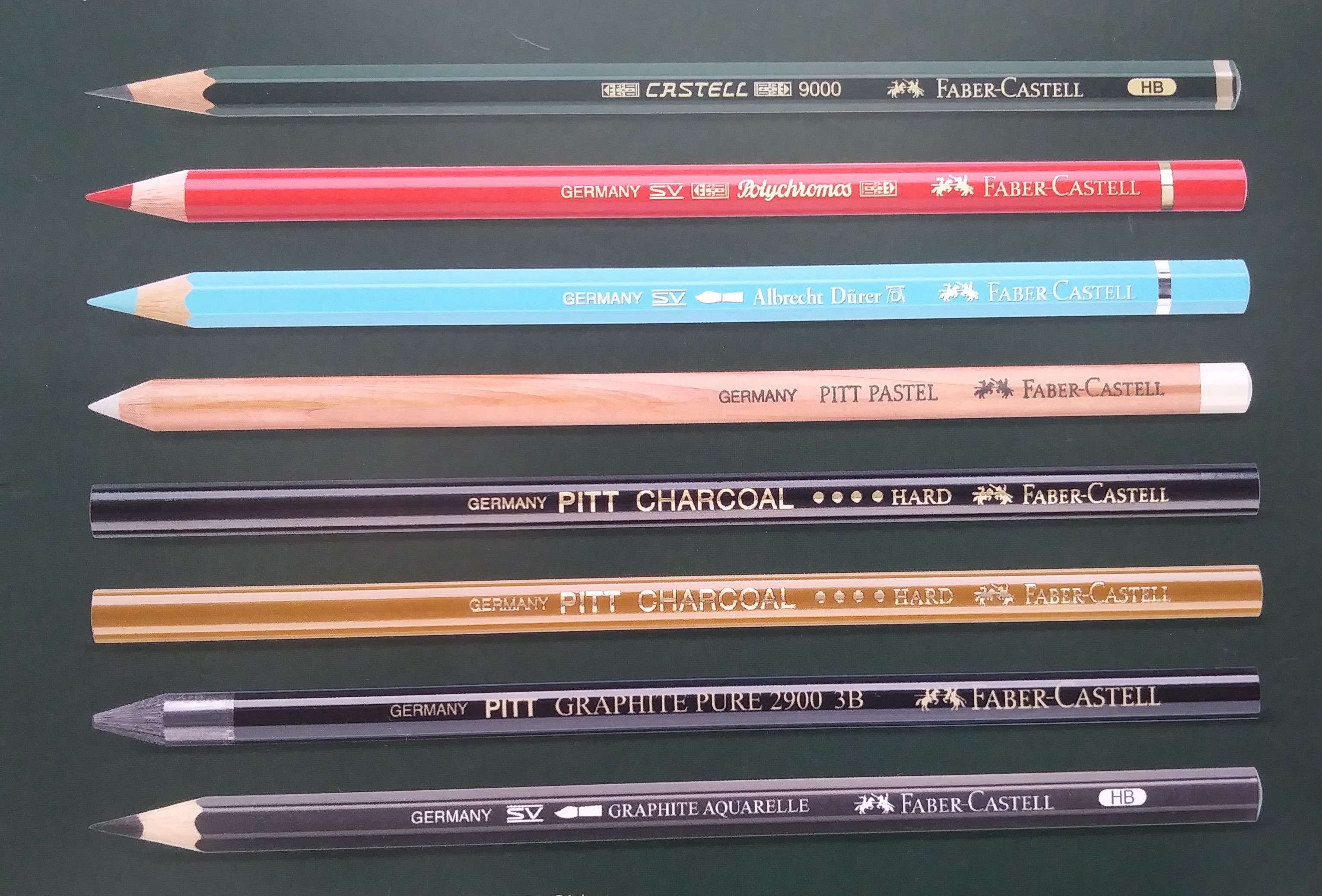
Олівці Фабер-Кастель різних серій
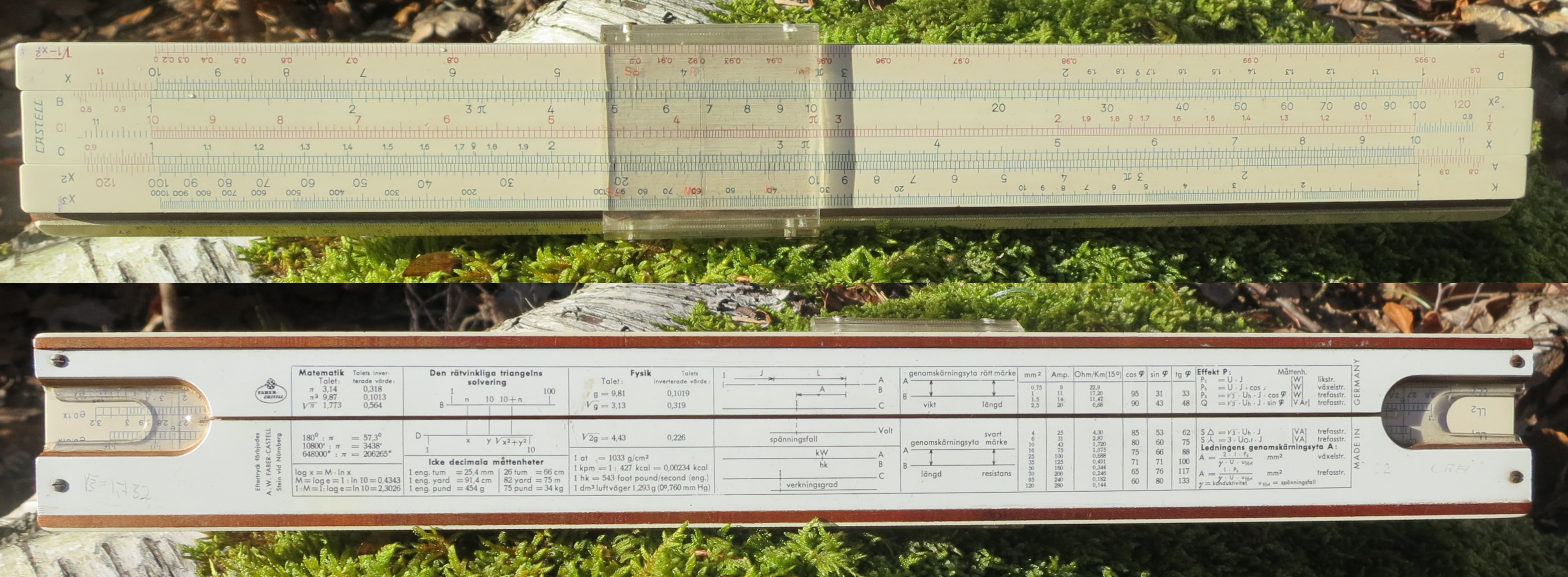
Faber-Castell 1/54 Darmstadt Логарифмічна лінійка (1967)

## Родинний замок
Замок родини Фабер знаходиться в місті Штайн (Баварія) поблизу Нюрнберга.

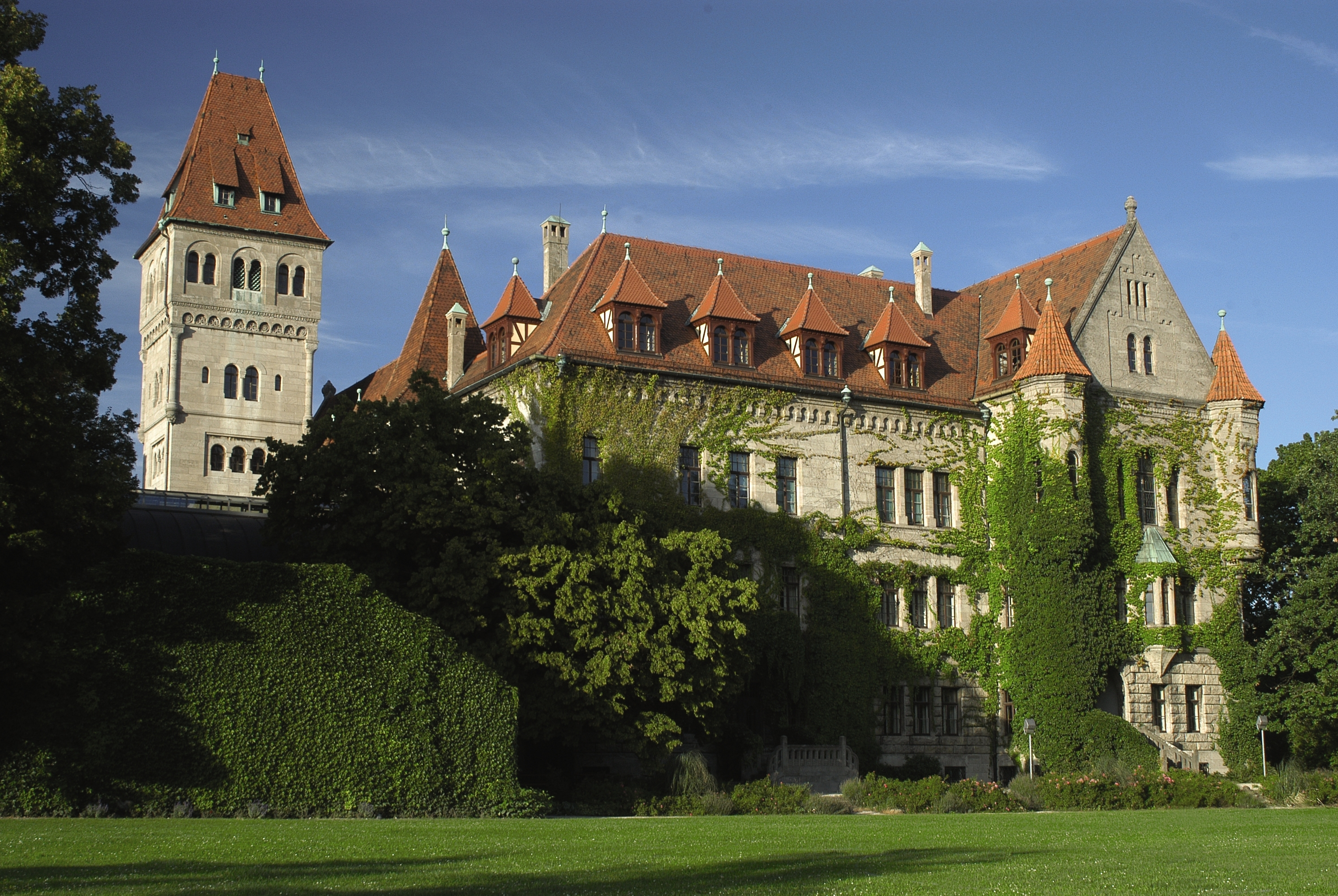
Замок Фабер у Штайні біля Нюрнберга

## Дивитися також
- Гессенський дім